# Размыслов, Ананий Прокопьевич
Ананий Прокопьевич Размыслов (6 ноября 1915 года, деревня Сотчем села Палевици Усть-Сысольского уезда Вологодской губернии (ныне Сыктывдинский район Республики Коми) — 30 сентября 1943 года, село Большая Кохновка (ныне в составе города Кременчуга)) — коми поэт, переводчик.

## Биография
Ананий Прокопьевич Размыслов родился в крестьянской семье. Начальную школу окончил в дер. Сотчем, затем четыре года учился в Усть-Вымьской школе второй ступени.
Стихи начал писать в школьные годы, «публиковал» их в школьной литературной газете; на 1931 год приходится первая «взрослая» публикация — в журнале «Ордым». В том же году пошёл учиться на курсы литературных работников, а после их окончания работал два года редактором коми книжного издательства. В 1933—1937 годах учился в Вологодском автодорожном техникуме, по окончании работал на строительстве дорог. В 1939 году вернулся на работу в Коми Госиздат (нынешнее Коми книжное издательство), а в 1941 году был назначен заместителем редактора газеты «Коми комсомолец».
9 июля 1941 года был мобилизован в Красную армию. Учился на высших курсах «Выстрел», служил в тылу на строительстве оборонительных укреплений. С середины 1942 года воевал на Западном фронте, позднее — Воронежском и Степном.
Погиб в боях за Украину в усадьбе жительницы села Большая Кохновка Прасковьи Прокопиевны Кобы. Был похоронен в селе Б. Кохновка, после войны был перезахоронен в братской могиле села Кохновка Полтавской области.

## Творчество
Ананий Прокопьевич Размыслов печатался с 1931 года. Писал преимущественно в жанрах пейзажной и интимной лирики. Основные темы поэзии Размыслова — красота Севера, любовь, дружба. Единственный его прижизненный сборник стихотворений «Первая любовь» (коми: «Медводдза любовь»), в которую вошла также одноименная поэма, вышел в свет в 1941 году. Переводил с русского на коми стихи и поэмы А. С. Пушкина, В. Маяковского, Б. Брюсова, С. Есенина, И. Чавчавадзе, К. Хетагурова и др. Считается одним из лучших переводчиков на русский коми поэта Ивана Куратова.

## Память
Именем поэта названа одна из улиц села Кохновка.

## Издание произведений
- Стихи. Сыктывкар, 1950.
- Кывбуръяс. Сыктывкар, 1961.

### В переводе на украинский
- Денница. Харьков, 1985.
- Поэма «Первая любовь» — в антологии коми поэзии «Песни с берегов Печоры» (1975).